# Smile (piosenka Charliego Chaplina)
Smile – piosenka Charliego Chaplina. W oryginale instrumentalna wersja utworu została użyta w filmie Charliego Chaplina Modern Times w 1936 roku. Chaplin skomponował muzykę, słowa zostały napisane przez Johna Turnera i Geoffreya Parsonsa.

## Wersja Michaela Jacksona
Michael Jackson nagrał „Smile” na swój dziewiąty w karierze solowy album, HIStory. Utwór miał być wydany jako ósmy singel z albumu, jednak kilka dni przed wydaniem zostało ono anulowane.

### Historia
Utwór nigdy nie był wykonywany na żywo. Podczas „HBO Special” planowane było wykonanie piosenki, jednak podczas prób Jackson nabawił się kontuzji i wystąpienie zostało odwołane. Pod koniec trasy HIStory World Tour „Smile” było grane na początku każdego koncertu ku pamięci księżnej Diany

### Lista utworów
Promotional maxi single
1. „Smile” (Short version) – 4:10
2. „Is It Scary” (Radio Edit) – 4:11
3. „Is It Scary” (Eddie’s Love Mix Edit) – 3:50
4. „Is It Scary” (Downtempo Groove Mix) – 4:50
5. „Is It Scary” (Deep Dish Dark and Scary Radio Edit) – 4:34

Promotional 12" single
- A1. „Smile” – 4:55
- A2. „Is It Scary” (Deep Dish Dark and Scary Remix) – 12:07
- B1. „Is It Scary” (Eddie’s Rub-a-Dub Mix) – 5:00
- B2. „Is It Scary” (Eddie’s Love Mix) – 8:00
- B3. „Off the Wall” (Junior Vasquez Remix) – 4:57

Promotional single
1. „Smile” (Short version) – 4:10

### Notowania
| Lista (2009)                     | Najwyższa pozycja |
| -------------------------------- | ----------------- |
| U.S. Billboard Hot Digital Songs | 56                |